# Xining
Xining (chinois : 西宁市 ; pinyin : xīníng shì ; tibétain : ཟི་ལིང་, Wylie : Zi ling, pinyin tibétain : Zilling) est une ville-préfecture et la capitale de la province du Qinghai, située dans l'ouest de la Chine.

## Histoire

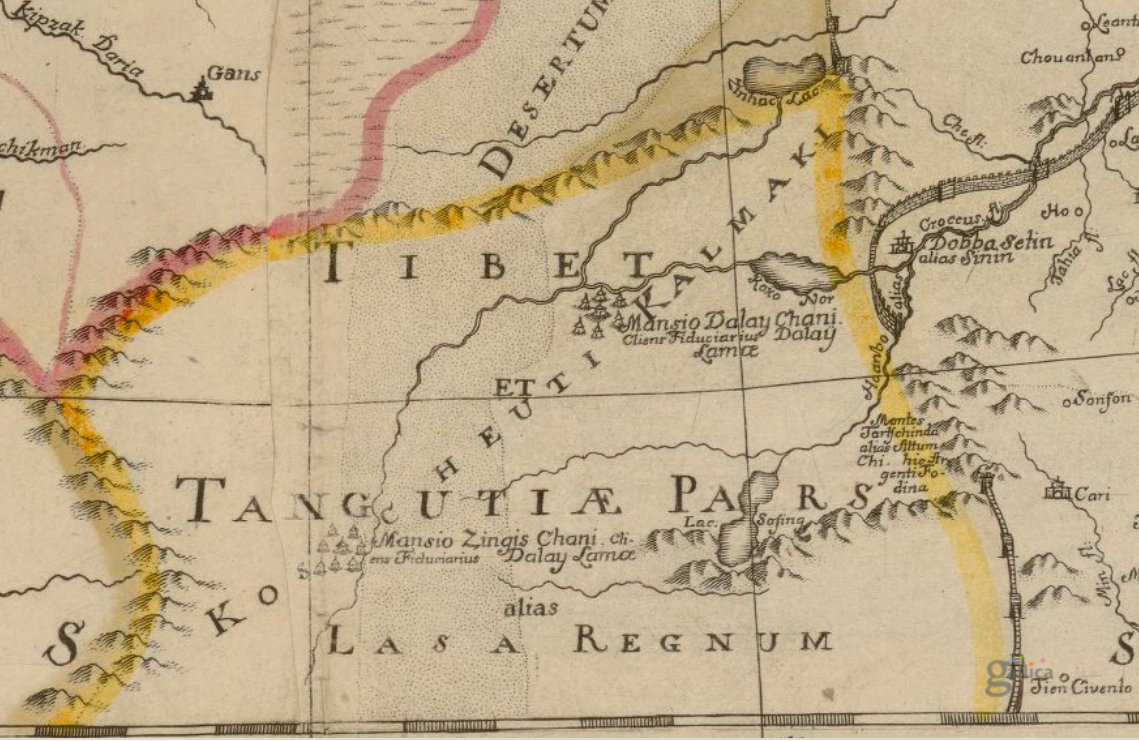
Xining (écrit Dobba Setin alias Sining) représenté à l'Est de la muraille de Chine par le Suédois Von Strahlenberg vers 1700~1750.

Sous la dynastie Song, un comté de Linqiang est établi pour contrôler les tribus Qiang de la région.
En 131 av. J.-C., le général de la dynastie Han, Huo Qubing, fonda une base militaire et un relais postal dans la région actuelle de Xining. Le comté de Xiping y fut établi.
En 736, la ville est conquise par l'Empire tibétain, elle est alors connus par les chinois sous le nom de Qingtang cheng (青唐城).
En 1104, lorsque la dynastie Song la conquiert à son tour, le nom de Xining fut officiellement instauré en tant que nom de la ville.

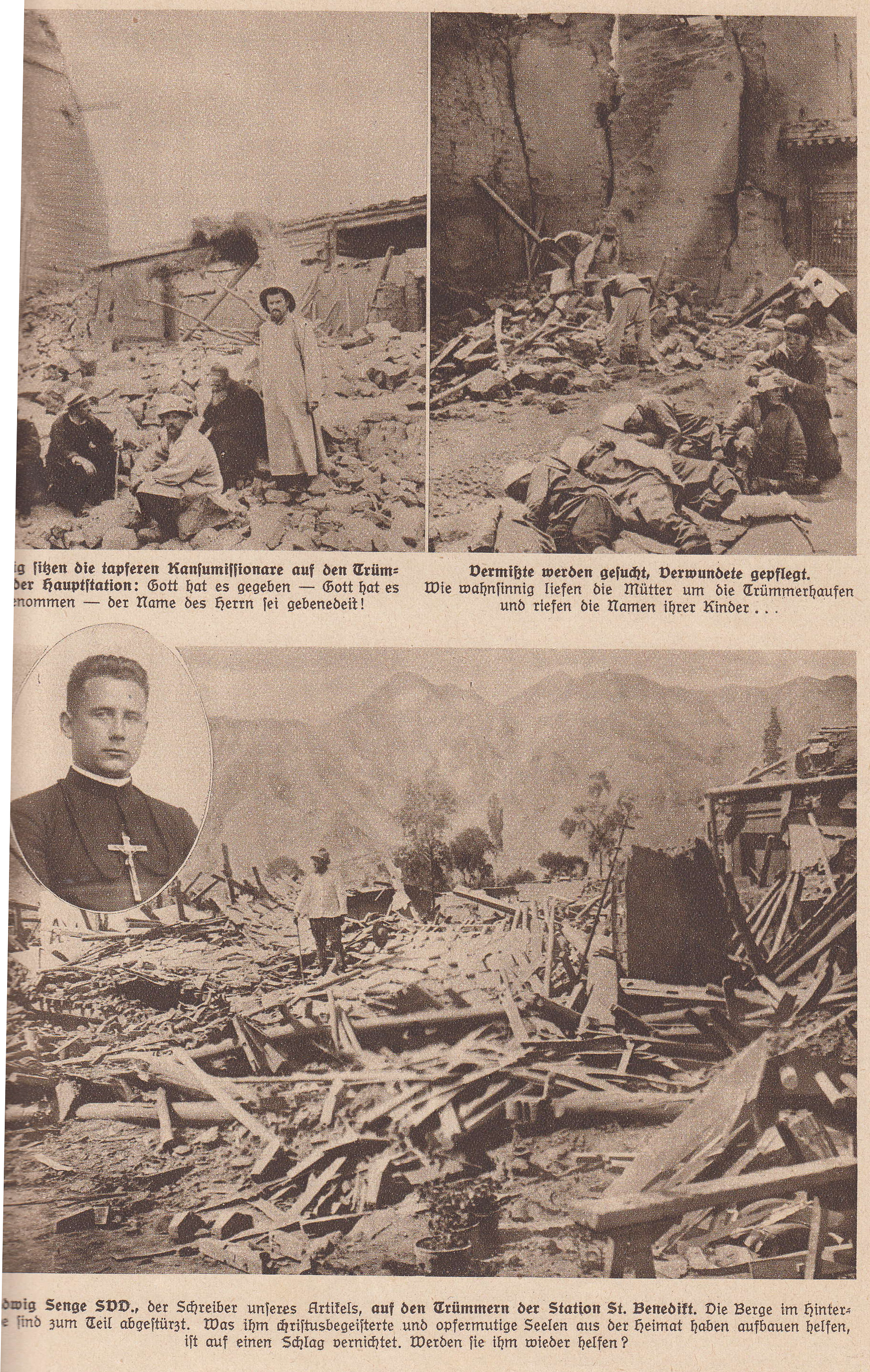
Séisme de 1927

Le 22 mai 1927, la ville est ravagée par un séisme de magnitude 7,6, faisant 40 000 morts.
En 1929, sous la République de Chine (1912-1949), après la création de la province de Qinghai, la ville de Xining devint la capitale de la province. Ma Bufang, seigneur de la guerre hui, dirige alors la province depuis Xining.
Pendant la Grande famine entre 1958 et 1961, l'universitaire chinois Yang Jisheng signale de nombreux cas de cannibalisme dans le Qinghai ; ainsi, dans la ville de Xining, 300 cas d'anthropophagie sont répertoriés.
À Xining, un laogai s'ouvre en 1965 ; des milliers de Tibétains, essentiellement originaires du Kham et de l'Amdo, y seront détenus. Les sévices subis (tortures, mauvais traitements, famine...) font que peu de détenus en sortent vivants ; « le taux de mortalité aurait atteint 95 % après trois ans d'internement ».
Depuis juillet 2006, Xining est devenu un point essentiel sur la ligne ferroviaire Qing-Zang, maillon de haut plateau des différentes lignes reliant les différentes villes du pays au Qinghai et au Tibet. Elle est située à 1 972 km de Lhassa par cette voie.

## Géographie
La préfecture de Xining se situe dans une vallée, qui mène au plateau de Qinghai, situé au nord-est du plateau tibétain, au nord-est de l'Himalaya. Sa superficie est de 7 372 km2. L'altitude moyenne de la ville de Xining est de 2 275 m.

## Climat
Le climat est de type continental. Les températures moyennes pour la ville de Xining vont d'environ −6 °C pour le mois le plus froid à +19 °C pour le mois le plus chaud, avec une moyenne annuelle de 7,3 °C, et la pluviométrie y est de 372 mm.

## Démographie
La population de la préfecture s'élevait à 2 208 708 habitants en 2010, d'après le recensement officiel, et celle de la ville de Xining à 1 198 304 habitants, pour une superficie de 342 km2. En 2010, parmi les minorités, les Hui sont les plus nombreux avec 16,26 % des habitants de Xining, suivis par les Tibétains (5,5 %).
| Nationalité                         | Han     | Hui    | Tibétains | Tu    | Mongols | Salars | Mandchous | Dongxiang | Tujias | Zhuangs | Autres |
| ----------------------------------- | ------- | ------ | --------- | ----- | ------- | ------ | --------- | --------- | ------ | ------- | ------ |
| Population                          | 1635217 | 359138 | 121667    | 57521 | 13701   | 8505   | 6395      | 2346      | 993    | 668     | 2557   |
| Proportion（%）                     | 74.04   | 16.26  | 5.51      | 2.60  | 0.62    | 0.39   | 0.29      | 0.11      | 0.04   | 0.03    | 0.12   |
| Proportion parmi les minorités（%） | ---     | 62.62  | 21.22     | 10.03 | 2.39    | 1.48   | 1.12      | 0.41      | 0.17   | 0.12    | 0.45   |

## Économie
En 2006, le PIB total a été de 28,2 milliards de yuans, et le PIB par habitant de 13 326 yuans.

## Transports
L'aéroport de Xining (code IATA : XNN • code OACI : ZLXN) est relié par un ou plusieurs vols quotidiens à Xi'an, Pékin, Chengdu et Golmud.

### Ferroviaire
La Ligne ferroviaire Qing-Zang reliant la gare de Xining à Lhassa, la capitale de la région autonome du Tibet, a été inaugurée en juillet 2006. C'est l'une des plus hautes du monde. Le trajet d'environ 2 000 km s'effectue en moins de 24 heures et coûte approximativement 22 euros, en classe économique. Xining est aussi relié à Pékin, Lanzhou, Chengdu et Chongqing par ce chemin de fer ; la distance est également de l'ordre de 2 000 km pour Pékin ; le prix du voyage est légèrement inférieur[réf. nécessaire]. La ligne a été prolongée jusqu'à Samdrubtsé, chef-lieu de Xigaze, puis jusqu'à la frontière avec le Népal et devrait continuer jusqu'à Katmandou, capitale du pays himalayen.
La gare est également sur le trajet de la Ligne ferroviaire Lanzhou – Xinjiang, ainsi que les lignes à grande vitesse Lanzhou - Ürümqi et Xuzhou - Lanzhou.
Le métro de Xining est en construction, il comprendra 3 lignes et 92,5 km de longueur et devrait ouvrir en 2022.

## Culture

### Religion
Xining est une importante ville musulmane, aussi on y trouve différentes mosquées.

### Cuisine

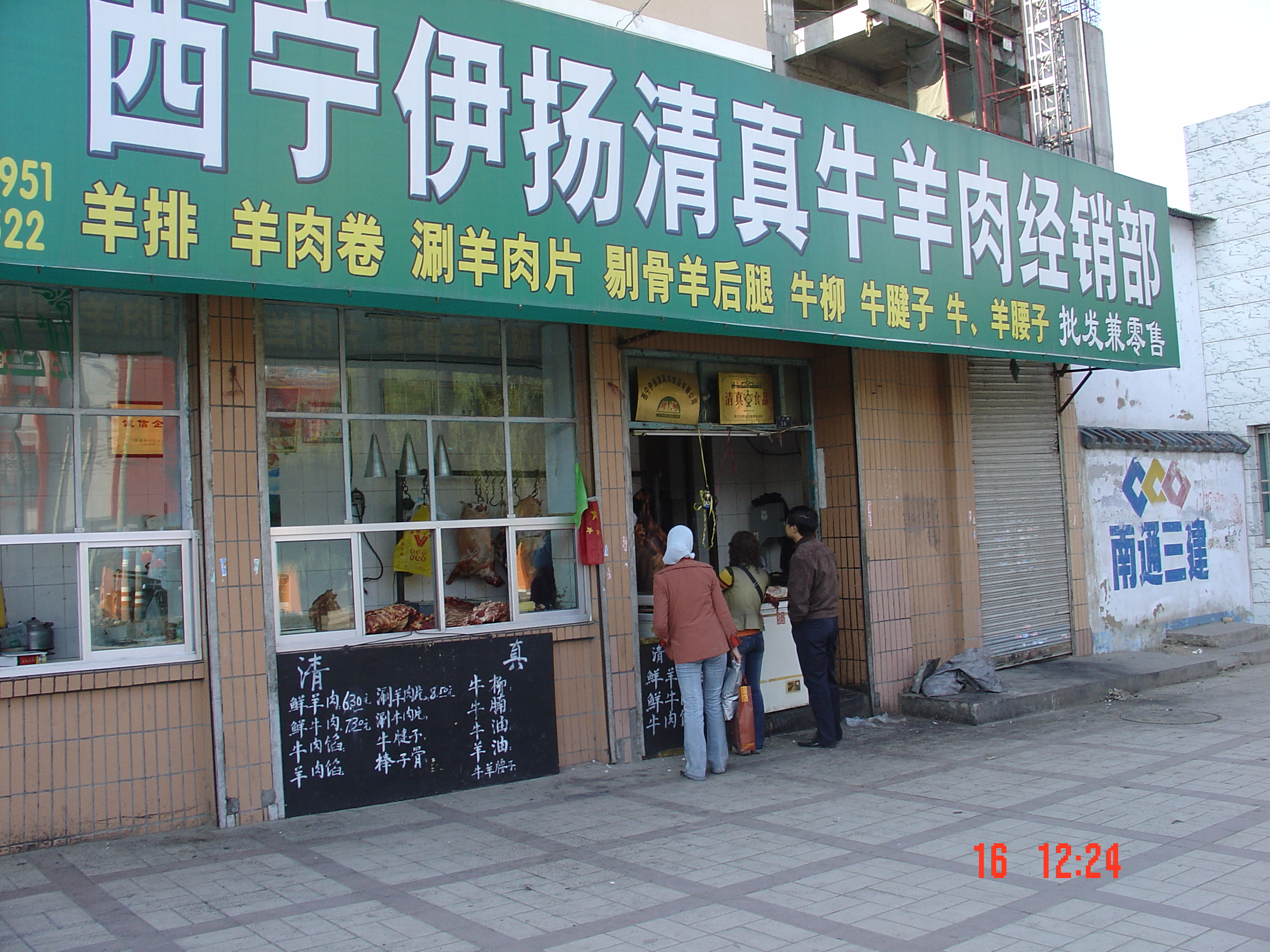
Boucherie à Xining vendant du bœuf et de l'agneau halal (清真牛羊肉)

La cuisine est très influencée par l'importante communauté musulmane hui. On y trouve de nombreuses boucheries halal, ainsi que des restaurants de spécialités d'abats de bœuf (牛杂 / 牛雜, niúzá), appelées zasui (杂碎 / 雜碎, zásuì), de pains plats cuits au tandoor ou de shaozimian (哨子面 / 哨子麵, shàozimiàn, « nouilles sifflées »), des nouilles plates tirées à la main, proche des lamian, servies avec des morceaux de bœuf et de la ciboulette, des nouilles à l'intestin d'agneau, appelées yangchangmian (羊肠面 / 羊腸麵, yángchángmiàn), ou les plus classiques brochette d'agneau au cumin et piment (羊肉串, yángròuchuàn).
Une foire internationale de produits Halal s'y est déroulées en août 2008

## Patrimoine
Situé au sud-ouest de Xining, le monastère de Ta'er, ou Kumbum de Jampaling (traduction du tibétain : སྐུ་འབུམ་བྱམས་པ་གླིང, Wylie : sku-'bum byams-pa gling), maladroitement appelée en occident monastère de Kumbum, en raison de la présence d'un kumbum) est l'un des six monastères les plus populaires qui se trouve dans l'une des quatre grandes écoles du bouddhisme tibétain, Gelugpa (appelée aussi l'école des Bonnets jaunes).
Située dans la zone urbaine de Xining, la Mosquée Dongguan, qui a plus de 600 ans d'histoire, est une importante mosquée du nord-ouest de la Chine. Sur le territoire de la préfecture, elle est protégée au niveau provincial depuis 1986 et au niveau national depuis 2013. On trouve également d'autres belles mosquées, telle que la Grande mosquée de Duoba.
La ville compte diverses tours et murailles. Les couloirs de la mosquée sont également splendides et diversiformes.
Le Temple Tulou de Beishan (zh) (北山土楼观, « Temple du bâtiment de terre de la Montagne du Nord »), établissement taoïste, creusé dans la roche, à flanc de coline est une autre structure religieuse unique.
Le musée de la résidence Qinghai-Xining de Ma Bufang est consacré à ce chef militaire sous la République de Chine, à la vie de cette époque ainsi qu'aux cultures des principales minorités de la province.

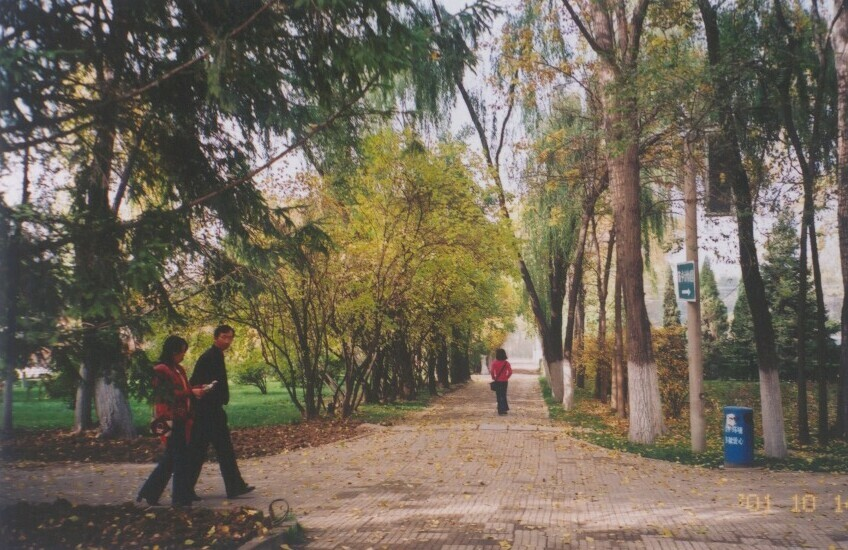
Le Parc du Peuple à Xining
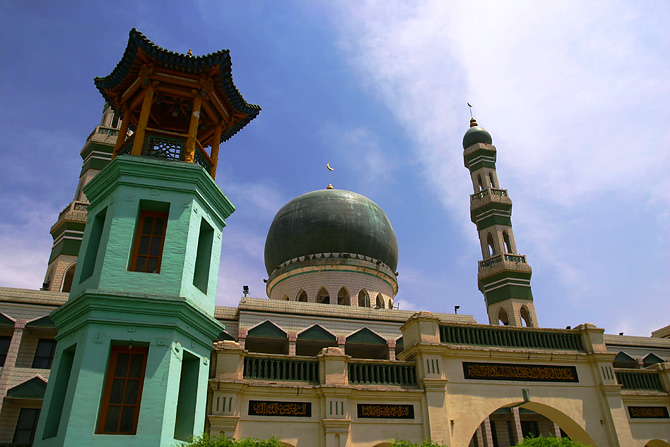
La Mosquée Dongguan
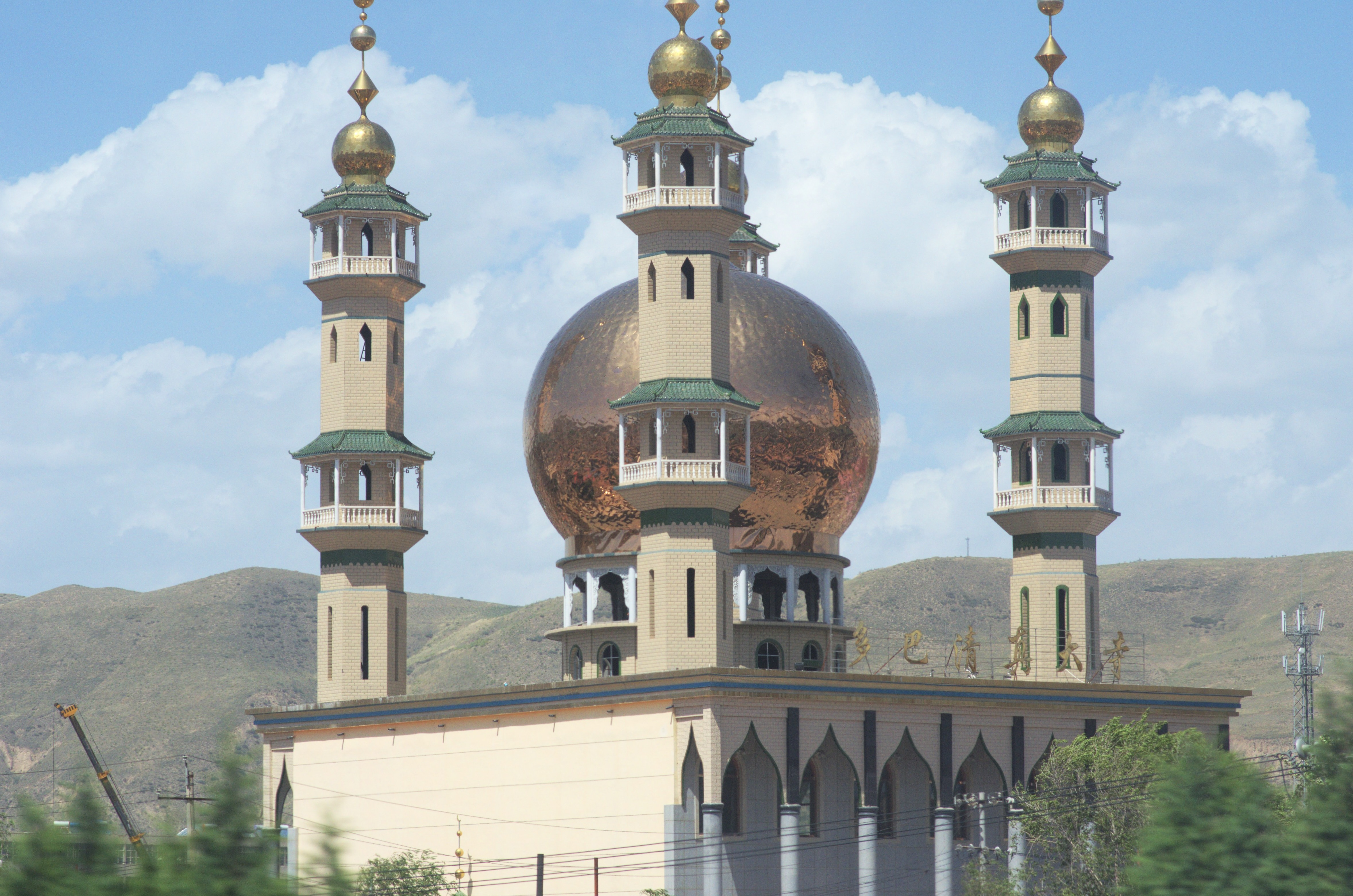
La grande mosquée de Duoba

## Subdivisions administratives
La ville-préfecture de Xining exerce sa juridiction sur sept subdivisions - quatre districts, deux xian et un xian autonome :
- le district de Chengzhong - 城中区 Chéngzhōng Qū ;
- le district de Chengdong - 城东区 Chéngdōng Qū ;
- le district de Chengxi - 城西区 Chéngxī Qū ;
- le district de Chengbei - 城北区 Chéngběi Qū ;
- le xian de Huangyuan - 湟源县 Huángyuán Xiàn ;
- le xian de Huangzhong - 湟中县 Huángzhōng Xiàn.
- le xian autonome hui et tu de Datong - 大通回族土族自治县 Dàtōng huízú tǔzú Zìzhìxiàn ;

### Liens externes

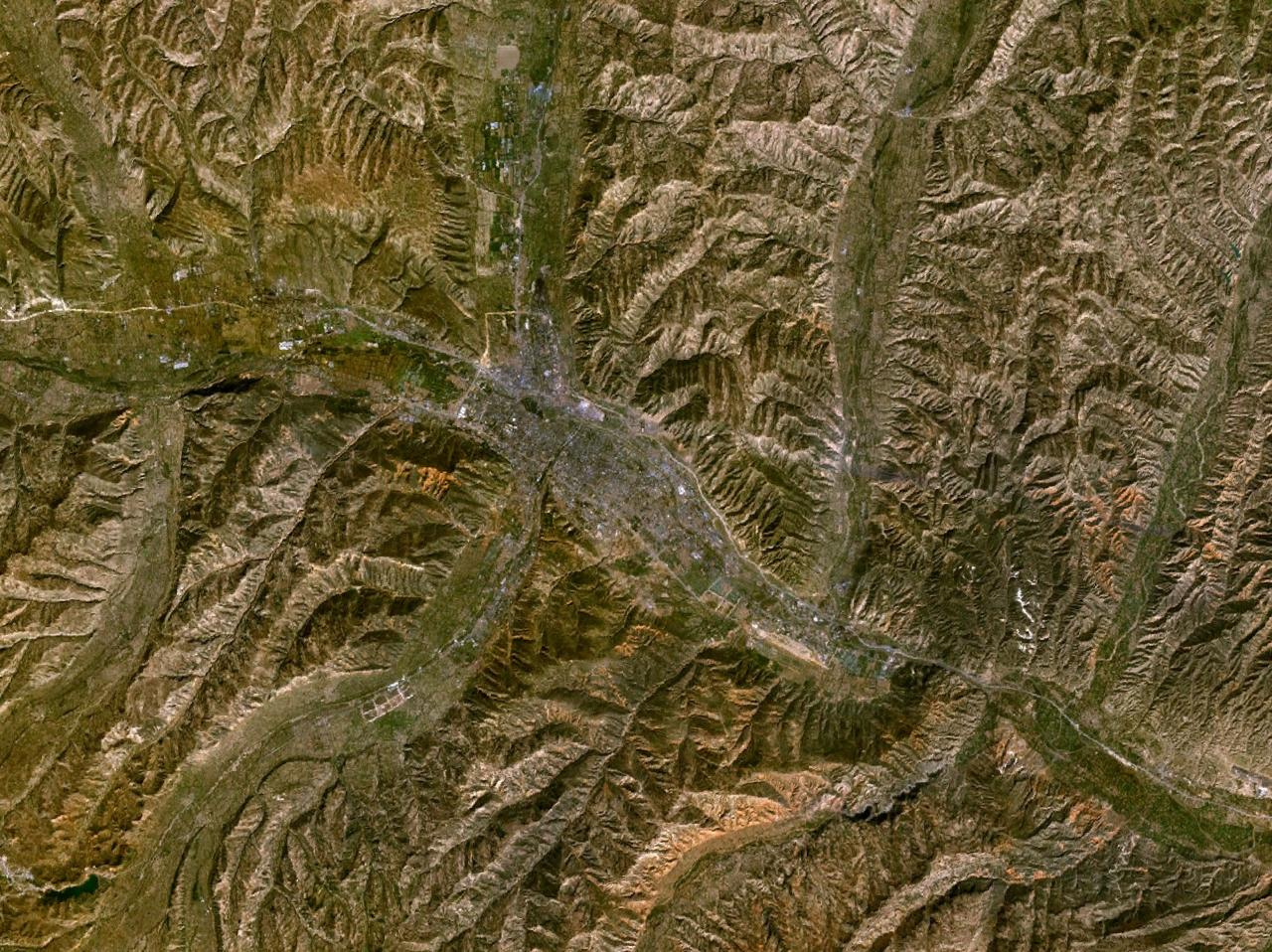
Xining vue du ciel

## Jumelages
- Ijevsk (Russie)
- Kalutara (Sri Lanka)